# Paysage glaciaire

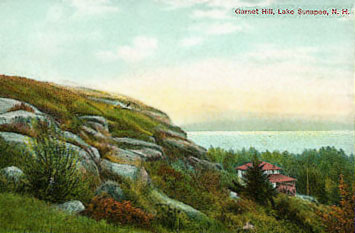
Paysage glaciaire au New Hampshire (USA).

Un paysage glaciaire est un site dont le relief résulte pour une part de la présence de glaciers, à la fin de l'ère tertiaire ou pendant le quaternaire. 
Les glaciations ayant concerné, à leur apogée, plus du quart des terres émergées, tant dans l'hémisphère nord que dans l'hémisphère sud, beaucoup de paysages ont été modelés durant ces périodes, principalement par l'érosion. Les hauteurs sont abrasées tandis que les dépôts en résultant se forment dans certains points bas.